# Zsuzsa Elekes
Zsuzsa Elekes (* 13. Mai 1955 in Budapest) ist eine ungarische Organistin und Dozentin am Béla Bartók Musikkonservatorium in Budapest.

## Leben
Zsuzsa Elekes studierte Klavier, Orgel, und Cembalo am Béla Bartók Musikkonservatorium und an der Franz-Liszt-Musikakademie in ihrer Geburtsstadt bei Ferenc Gergely und János Sebestyén. Nachdem sie 1978 das Studium mit Auszeichnung abgeschlossen hatte, machte ein Stipendium des ungarischen Staates es ihr möglich, zwei Jahre bei Hannes Kästner, Organist der Thomaskirche in Leipzig, zu studieren. Danach beteiligte sie sich an Meisterkursen von Marie-Claire Alain, Jean Guillou, Johannes Ernst Köhler, Michael Radulescu, Michael Schneider, und Luigi Tagliavini.
Von 1980 bis 1994 war Zsuzsa Elekes Solistin der Ungarischen Philharmonie. Konzertreisen führten sie unter anderem nach Deutschland, Tschechien, die Slowakei, England, Frankreich, Italien, Österreich, Polen, Rumänien, die Niederlande und Japan. Sie hat mehr als 20 Aufnahmen bei ungarischen, deutschen, niederländischen und japanischen Plattenlabels ausgegeben. Bei Interpretationswettbewerben fungierte sie als Preisrichterin.

## Auszeichnungen
Während ihrer Ausbildung gewann sie mehrere internationale Preise:
- 1978: 2. Preis des 1. Internationalen Frant Liszt Orgelwettbewerbs in Budapest
- 1979: 3. Preis beim Internationalen Orgelwettbewerb „Prager Frühling“
- 1980: 1. Preis beim Internationalen Bachwettbewerb in Leipzig

Außerdem erhielt sie:
- 1975: Artisjus-Preis
- 1986: Gedenkplakette der Liszt-Gesellschaft
- 1988: Preis der Cziffra-Stiftung
- 1992: Artisjus-Preis
- 1993: Artisjus-Preis
- 1994: Franz-Liszt-Preis des ungarischen Staates.

## Diskographie
- "J. S. Bachs Orgelwerke", 1981
- "Johann Sebastian Bach: Mert az Istennek beszéde élő és ható", 1984
- "Franz Liszt: Ad nos, ad salutarem undam, Evocation, Trauerode", 1986
- "Franz Liszt: Missa Choralis - Sacred choral music", 1986
- "Franz Liszt: Choralwerke", 1991
- "Franz Liszt: Works for Harmonium, for Cello and Piano", 1994
- "Johann Sebastian Bach: Orgelwerke", 1994
- "Walcker-Orgel - Grote of Martinikerk Doesburg", 1994
- Schallplatte "Franz Liszt: Orgelwerke", 1996
- "Liszt Organ Works", 1996
- "György Orbán: Passion", 1999
- "György Orbán: Christmas Oratorio", 2007
- "Hungarian organ music", 2009

| Personendaten    | Personendaten         |
| ---------------- | --------------------- |
| NAME             | Elekes, Zsuzsa        |
| KURZBESCHREIBUNG | ungarische Organistin |
| GEBURTSDATUM     | 13. Mai 1955          |
| GEBURTSORT       | Budapest              |